# 吉田三郎
吉田 三郎（よしだ さぶろう、1889年5月25日 - 1962年3月16日）は、彫刻家、日本芸術院会員。

## 来歴
石川県出身。1912年東京美術学校彫塑科卒、1918年文展特選、1919年帝展特選、1922年帝展審査員、1931年文部省の命により古代彫刻研究のため一年間仏、イタリア、北米に留学。1935年多摩美術短期大学彫刻科教授、1943年日本美術及工芸会理事、1950年日本芸術院賞受賞、日展運営会参事、1955年日本芸術院会員、1958年日展常務理事、1960年日展「辻永氏」、1961年日本彫塑家クラブ委員長。
一部の作品は故郷の石川県立美術館に所蔵、展示されている。

## 人物
長町高等小学校時代に室生犀星と出会い、上京後も交流を続け、そのエピソードは随筆『金沢の鮴』に記されている。

## 作品集
- 吉田三郎作品集 審美書院 1936
- 塑影 吉田三郎作品集 吉田渉 1965
- 吉田三郎彫刻作品集 石川県美術館 1976
- 彫刻家吉田三郎 石川県立美術館 2001